# 同光體
同光體，近代詩派之一，“同”和“光”分别指清代“同治”和“光緒”这兩個年號。光緒九年（1883年）至十二年（1886年）間，鄭孝胥、陳衍在北京開始宣传此詩派。
民国以来文学史家竞言“同光体”，或界定宽泛，将近代桐城诗派也包含在内（曾克耑說）；或划界太严，使之局限于光緒、宣統兩朝（錢仲聯說）；或者與近代以來“宋詩派”的言說相提並論。近有學者指出，“同光体”的指涉从晚清到民国，有一历时的流变过程，诗体的形成与一定的政治、学术集团相关。同光體最初以同光時期的“清流”政治及相關交遊活動爲背景，繼而得到張之洞等大僚幕府唱和活動的支撐。

## 学术主张
尽管鄭孝胥、陳衍自称同光體是“同、光以來詩人不墨守盛唐者”，但清代詩人“不墨守盛唐”的，并不始於「同光體」。「同光體」詩人主要是不滿王士禎的「神韻說」及沈德潛的「格調說」，以學宋为宗，以生新為貴，以奇險為尚，提倡‘詩人之言’與‘學人之言’的結合。
同光體詩分閩派、贛派、浙派三大支，三派都學宋，但所宗之“三元”，略有不同。
- 閩派：陳衍是同光體的關鍵人物。他在清亡後發表《石遺室詩話》，選《近代詩鈔》，風靡一時。他主張「開元」、「元和」、「元祐」“三元”之說，模仿“三元”当时的诗作。自承“宋人皆推本唐人詩法，力破餘地”(《石遺室詩話》)，重點在宋，他自己學楊萬里；鄭孝胥學孟郊、柳宗元、王安石、陳與義、姜夔；陳寶琛學王安石；沈瑜慶學蘇軾；後一輩林旭學陳師道。

- 贛派：代表人物是修水陳三立，學韓愈、黃庭堅，直接师承宋「江西诗派」，有时也借鉴梅堯臣、陳師道等宋人。主要人物与後繼者有临川李瑞清、新建夏敬觀、杨增荦、南昌王易、王浩（并称“南州二王”）、邵潭秋、都昌胡雪抱、吴端任、义宁陈衡恪、曹东敷、吴天声、九江桂念祖、宜丰胡思敬、南丰刘伯远、崇仁華焯、铅山胡朝梁、南京王瀣、安义胡湛园、万载龙榆生等。

- 浙派：代表沈曾植、袁昶，都是學謝靈運、韓愈、孟郊、黃庭堅的，沈曾植祁嚮的「三元」是「元嘉」、「元和」、「元祐」），和陳衍主張的盛唐「開元」有不同。浙派师承清中葉秀水派的錢載，但和閩派、贛派比较起来，影響不大。

- 其他：沈曾植的弟子金蓉鏡，是否跟随浙派要看具體的作品而论。另外，范當世學黃庭堅，陳曾壽學韓愈、李商隱、黃庭堅，俞明震學陳與義，这些人不屬於此三支，而一般也被認為是“同光體”的詩人。

## 批评
对同光體最大的批评是责此派过于强调学习前人，再者宣传造势过多，其实际达到的成就未能够和声势相当，无可挽回地成为了一场短暂的表面化的运动，对中国诗歌的贡献并无特别独到之处。其长期影响，甚至未能和“新诗”一较短长。
从光緒年代开始，同光體就被同行们所批评。林紓在《旅行述異‧文家生活》中指出:“至於今日，則又昌言宋詩，搜取枯瘠無華者，用以矜其識力，張其壇坫，……揭麾舉纛，令人望景而趨，是身以齊人，屈天下均齊語，身為楚產，屈天下皆楚語，此勢之必不至者也。”
林庚白早年學同光體，後來脱离，并在《今詩選自序》中指责说:“民國詩濫觴所謂‘同光體’，變本加厲，自清之達官遺老扇其風，民國之為詩者資以標榜，展轉相沿，父詔其子，師勖其弟，莫不以清末老輩為目蝦，而自為其水母。門戶既然，於是此百數十人之私言，淺者盜以為一國之公言，負之而趨。其尤不肖者，且沾沾自喜，以為得古人之真，其實不惟不善學古人，其視清之江湜、鄭珍、范當世、鄭孝胥、陳三立，雖囿於古人之樊籬，猶能屹然自成一家之詩，蓋又下焉。”
1930年，金天翮又在《五言樓詩草序》中進一步指出“標舉一二家以自張其壁壘，師古而不能馭古。……又其甚者，舉一行省十數縉紳，風氣相囿，結為宗派，類似封建節度，欲以左右天下能文章之士，抑高唱而使之喑，摧盛氣而使之絀，纖靡委隨，而後得列我之壇坫，卒之儇薄者得引為口實，而一抉其樊籬，詩教由是而隳焉。”
钱锺书在《宋诗选注》序中有所贬劾：「偏重形式的古典主义有个流弊：把诗人变成领有营业执照的盗贼，不管是巧取还是豪夺，是江洋大盗还是偷鸡贼，是西昆体那样认准了一家去打劫还是江西派那样挨门排户大大小小人家都去光顾。」以钱锺书和陳衍的交往和对同光體的熟悉，此说有部分是臧否同光體。

## 结束
1937年秋，陳衍病死於福州，陳三立因「蘆溝橋事變」絕食五日而死。1938年，鄭孝胥死於滿洲國。至此，同光體的代表人物都已作古，詩派終結。